# Andreas Vesalius
Andreas Vesalius Bruxellensis (formă latinizată pentru Andreas van Wesel din Bruxelles) sau Andreas Vesal (n. 31 decembrie 1514, Bruxelles — d. 15 octombrie 1564, Zakynthos) a fost un anatomist de origine flamandă, medicul personal al lui Carol Quintul. Este autorul uneia dintre primele cărți de anatomie umană bazată pe disecții și observații originale, De humani corporis Fabrica (română Funcționarea corpului uman).
Vesalius este considerat ca inițiator al studiului modern al anatomiei umane. 

## Biografie

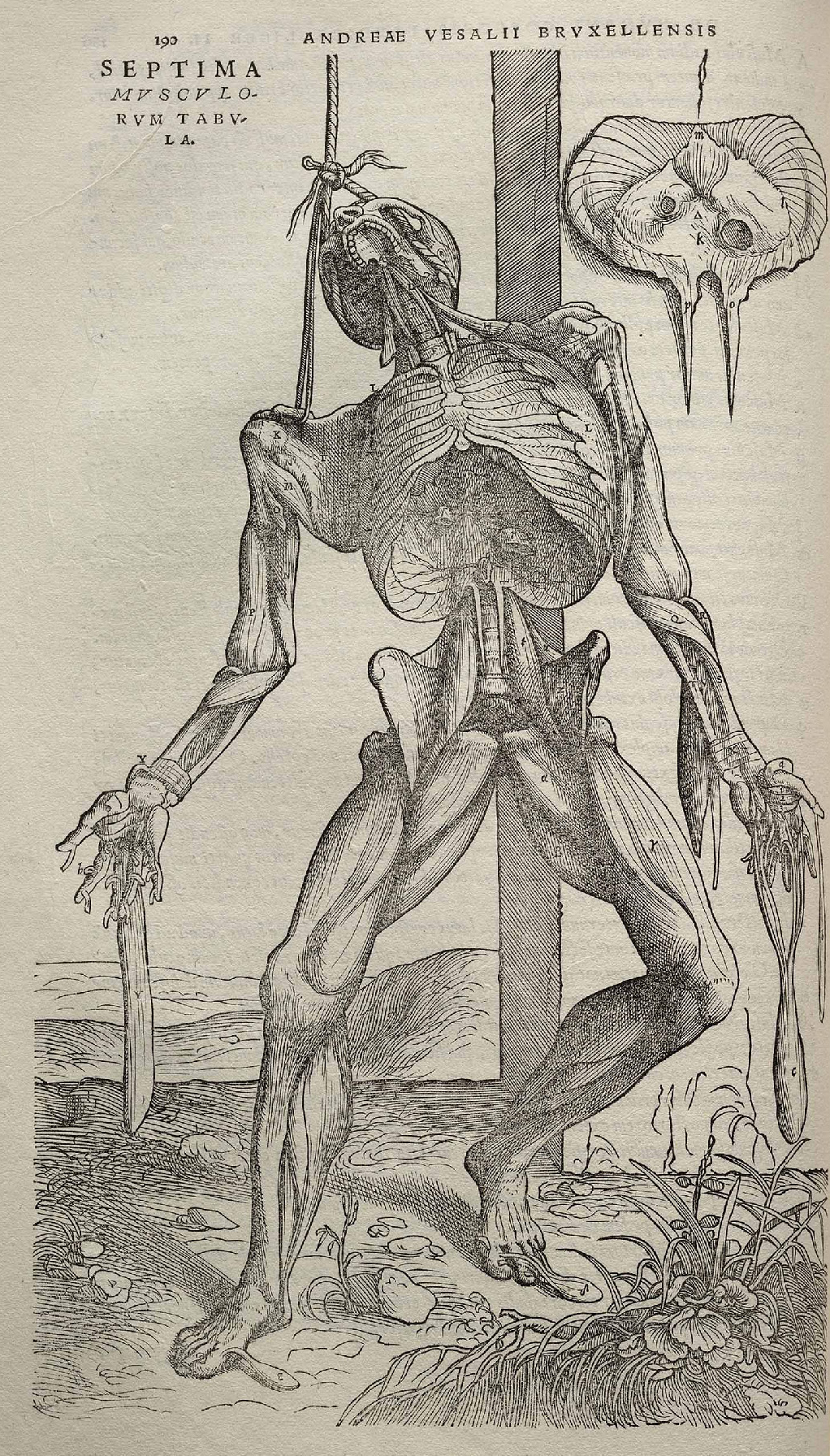
Gravură din cartea lui Vesalius, „De humani corporis fabrica” (1543)

Născut la Bruxelles, Vesalius a studiat medicina la Universitatea din Paris și și-a câștigat renumele ca medic personal al lui Carol Quintul. Numit profesor de anatomie la Universitatea din Padova a avut de suferit din partea inchiziției care l-a urmărit pentru experiențele și disecțiile sale pe cadavre de oameni. Opera sa fundamentală „De humani corporis Fabrica” impune sistemul anatomiei macroscopice care a rămas valabil  până în prezent.
Vesalius a fost onorat de anatomiști care i-au acordat numele unor formații anatomice, precum:
- Osul lui Vesalius (în latină os vesalianum pedis), care reprezintă o variantă anatomică rară (de os accesoriu) la nivelul piciorului;
- Orificiul lui Vesalius situat în partea anterioară a bazei craniului, simetric (în latină foramen vesalianum);
- Vena lui Vesalius, care trece prin orificiul lui Vesalius (în latină venula vesalianum).

## De humani corporis Fabrica
Anatomia umană antică se baza pe observațiile pe animale și păsări și pe scriptele sfinte, corpul uman fiind considerat sfânt și, deci, trebuia înhumat intact, pentru a nu se prezenta alterat la învierea morților. Artiștii plastici ai renașterii (Leonardo da Vinci, Michelangelo ș.a.) au încercat să reducă decalajul dintre anatomia scrisă, oficială, și realitatea corpului uman prin efectuarea de disecții pe cadavre umane în condiții de ilegalitate și în secret, departe de ochii inchiziției.
Opera lui Vesalius, De humani corporis Fabrica (în română Constituția/Funcțiile corpului uman), deși se reclamă a fi un tratat de anatomie funcțională, este un atlas de anatomie descriptivă bazat pe disecții de cadavre și pe observații personale, prezentate pe planșe-gravuri de înaltă valoare științifică și artistică.